# Народно читалище „Св. св. Кирил и Методий – 1929“ (Шишманци)
Народно читалище „Св. св. Кирил и Методий – 1929“ се намира в село Шишманци, Област Пловдив.

## История
Читалището в селото е основано на 29 декември 1929 г. по инициатива на учителката Мара Серафимова. Иницатори са Райна Иванова, Паун Иванов, Злати Минков, Георги Камбурски, Ганчо Кучев, и др. – общо 41 инициатори.
Първи председател е Георги Камбурски. След пристигане в селото на Петър Донков от Казанлък през 1936 г., читалището развита просветна дейност сред младежите и населението. Създават се драматичен състав, закупува се радиоапарат, обогатява се фонда на читалището.
През 1957 г. започва строителството на нова читалищна сграда, която е завършена и открита на 10 септември 1961 г. Създават се танцов състав, открива се музикална школа, подобрява се работата на библиотеката, създава се детски куклен състав. 

## Дейности
- Детска фолклорна група
- Детски кукерски състав
- Клуб Млад приятел на книгата